# Snarky Puppy
Snarky Puppy est un groupe de fusion instrumentale basé à Brooklyn, dont le leader est le compositeur, producteur et bassiste Michael League.
Le premier album du groupe, The Only Constant, est sorti en 2006. Il est sorti, comme les deux albums suivants chez Sitmom Records. À partir du 5e album, Tell Your Friends (2010), le groupe a choisi comme label Ropeadope Records,.
L'album We Like It Here a été enregistré en public en octobre 2013 à Utrecht ; il est sorti en février 2014, en démarrant à la première place des charts jazz de iTunes. Le 26 janvier 2014, Snarky Puppy, en compagnie de Lalah Hathaway, a gagné le Grammy Award de la meilleure prestation R&B pour leur interprétation de la chanson de Brenda Russell Something issue de Family Dinner - Volume 1.
En 2016, le groupe sort l'album Culcha Vulcha qui reçoit le Grammy Award du meilleur album instrumental contemporain.

## Histoire

### Origine et formation
Formé à Denton au Texas en 2004, le groupe est composé d'une quarantaine de musiciens, qui se font appeler The Fam sur les enregistrements et en tournée. Les musiciens jouent avec de nombreux instruments dont des guitares, pianos, claviers, bois, cuivres, percussions et instruments à cordes. De nombreux membres et anciens membres du groupe ont été étudiants à l'Université de North Texas. Cette grande famille vient d'horizons différents ; certains membres du groupe ont joué avec Erykah Badu, Marcus Miller, Justin Timberlake, Kirk Franklin, Ari Hoenig, Roy Hargrove, David Crosby, ou Snoop Dogg en tant que sideman.
Quelques années après leurs débuts, le groupe évolue vers des styles gospel grâce à l'intégration de membres comme Robert “Sput” Searight (batterie), Bobby Sparks (clavier), Shaun Martin (clavier), ou encore Cory Henry (clavier).
- Michael League – basse, oud, percussions
- Jay Jennings – trompette, flugelhorn (bugle)
- Mike Maher – trompette, flugelhorn (bugle)
- Chris Bullock – saxophones ténor & soprano, clarinette basse, flûte, flûte alto, bansuri, percussions
- Bob Reynolds – saxophone ténor
- Zach Brock – violon
- Bill Laurance – piano, claviers
- Shaun Martin – claviers
- Bobby Sparks II – claviers
- Justin Stanton – claviers, trompette
- Bob Lanzetti – guitare
- Mark Lettieri – guitares
- Chris McQueen – guitares
- Larnell Lewis – batterie
- Jamison Ross – batterie
- Jason "JT" Thomas – batterie
- Keita Ogawa – percussions
- Nate Werth – percussions
- Marcelo Woloski – percussions

### Vision musicale particulière
La musique improvisée fait partie de l'ADN du groupe. Les morceaux du groupe sont ré-interprétés à chaque représentation. C'est ainsi que leurs albums ont toujours été enregistrés en condition live, c'est-à-dire avec l'ensemble des musiciens jouant en même temps et en présence d'un public. Il y a ainsi plusieurs prises (appelées take). Cette approche rappelle les enregistrements jazz où plusieurs takes pouvaient cohabiter au sein du même album. La plupart de leurs albums est filmée et disponible librement sur Internet.
Le groupe partage son savoir musical de deux manières principales :
- via la promotion d'artistes à la visibilité plus réduite comme Banda Magda (Magda Giannikou), Charlie Hunter ou Becca Stevens grâce au label GroundUp Music ou aux albums Family Dinner.
- via la participation à de nombreuses conférences et ateliers dans des écoles ou centres de formation. Le groupe a même évoqué la possibilité de proposer, à terme, une série de cours vidéos. La production est en cours.

## Récompenses
- 2014 : Meilleure performance R&B pour le single Something avec Lalah Hathaway.
- 2016 : Meilleur album instrumental contemporain pour Sylva avec la collaboration du Metropole Orkest.
- 2017 : Meilleur album instrumental contemporain pour Culcha Vulcha, premier album studio du groupe en huit ans depuis Bring Us the Bright.
- 2020 : Meilleur album instrumental contemporain pour Live At The Royal Albert Hall.
- 2023 : Meilleur album instrumental contemporain pour Empire Central sorti fin 2022.

## Discographie
- The Only Constant (2006)

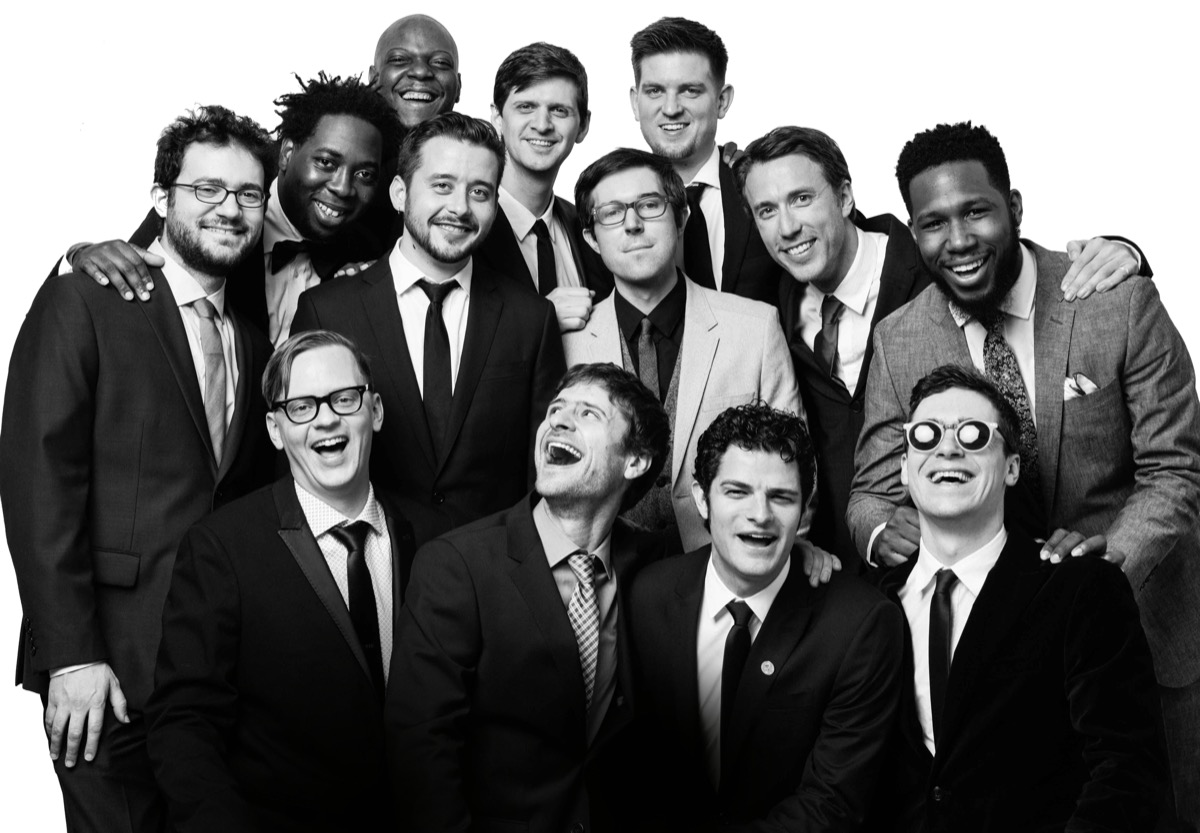
Le groupe Snarky Puppy.

- The World Is Getting Smaller (2007)
- Bring Us the Bright (2008)
- Tell Your Friends (2010)
- groundUP (2012)
- Amkeni w/ Bukuru Celestin (2013)
- Family Dinner - Volume One (2013)
- We Like It Here (2014)
- Sylva w/ The Metropole Orchestra (2015)
- Family Dinner - Volume Two (2016)
- Culcha Vulcha (2016)
- Immigrance (2019)
- Live at the Royal Albert Hall (2020)
- Empire Central (2022)